# Pieter Geiregat
Pieter Geiregat (Gent, 1828 - 1902) was een kaarsenmaker, journalist en toneelschrijver.

## Werken
- Ridder Geeraard (1848)
- De Duivenmelkers (1855)
- De graven van Egmont en Hoorn (1860)
- De Filiep (1861)
- De eer der vrouw (1861)
- De Slaapmuts (1865)
- De Vleiers (1866)
- Het strijkijzer (1869)

- Biografisch Portaal: 98529392
- Digitale Bibliotheek voor de Nederlandse Letteren: geir001
- International Standard Name Identifier: 0000 0003 9830 0273
- Nederlandse Thesaurus van Auteursnamen: 07065784X
- Virtual International Authority File: 236465410
- WorldCat: E39PBJht9rPrPjB3GgWwFDDKBP